# Montardon
Montardon is een gemeente in het Franse departement Pyrénées-Atlantiques (regio Nouvelle-Aquitaine). De plaats maakt deel uit van het arrondissement Pau. Montardon telde op 1 januari 2022 2.420 inwoners.

## Geografie
De oppervlakte van Montardon bedroeg op 1 januari 2022 8,42 vierkante kilometer; de bevolkingsdichtheid was toen 287,4 inwoners per km².

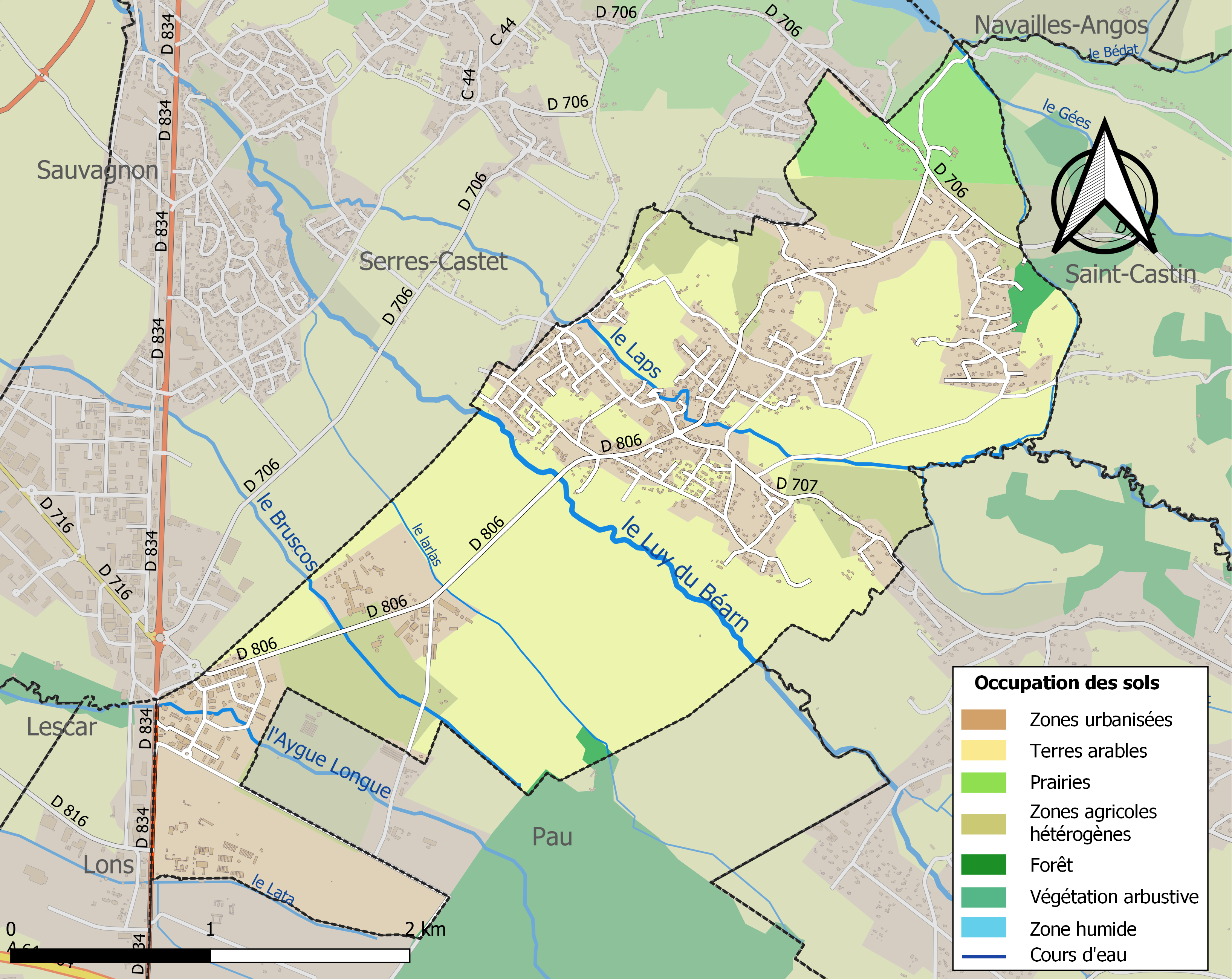
Kaart van de gemeente met belangrijkste infrastructuur, bodemgebruik en omliggende gemeenten

## Demografie
Onderstaande figuur toont het verloop van het inwonertal (bron: INSEE-tellingen).